# 総排泄腔外反症
総排泄腔外反症（そうはいせつくうがいはんしょう、英: Cloacal exstrophy）または膀胱腸裂（ぼうこうちょうれつ、英: Vesicointestinal fissure）とは、腹部臓器（膀胱と腸）が露出する重度の先天性欠損症である。多くの場合、膀胱、生殖器、肛門が裂けて反転露出（外反）する。神経管閉鎖障害を合併した場合を、OEIS複合〔Omphalocele (臍帯ヘルニア)、bladder Exstrophy (膀胱外反)、Imperforate anus (鎖肛)、Spinal defects (脊髄奇形)〕と呼ぶ。
先天性下腹壁・外陰形成不全があるので目視により診断が確定する。詳細な診断検査には、超音波検査、排尿時膀胱尿道造影、静脈性腎盂造影、核腎造影、CTスキャン、MRIが用いられ得る。総排泄腔外反症は稀な先天性欠損症である。地域差が認められ、南米が27万人の出生に1人であり最低頻度であるのに対し、英国が4.4万の出生に1人と最高頻度である。日本では、1980年から2014年までに391人の患者が発生している。これは腹側体壁の欠損と関連しており、中胚葉の移動の阻害によって引き起こされる。この欠損はしばしば二分脊椎や腎臓の異常と併存する。男女別では若干女児に多いが、遺伝子型XYの総排泄腔外反症患者の多くは、外性器の形成の難易度が高いことから出生時に女性と割り当てられる。しかし美容目的でインターセックス児に性器手術を行うことは、世界保健機関（WHO）によって人権侵害と見做されている。

## 徴候・症状
膀胱外反尿道上裂合併症の最重症型に相当する。臍帯ヘルニアと、下方に接する外反回盲部腸管、その左右に外反膀胱が露出している。回盲部腸管には小腸開口部と翻転した短小大腸が、外反膀胱には尿管孔が左右に1つずつ存在している。また、恥骨結合が離解している。
外陰部は低形成で二つに分裂し、外観からは男女の区別がつかない。男児の外性器は二分し低形成である。膀胱内に陰茎が形成されている場合もある。女児では重複腟・子宮のように二分している。
その他、泌尿器奇形、脊髄髄膜瘤の合併も多い。
以下のいずれかを満たす例を重症例とする。
- 直近１年間で１回以上急性腹症により入院治療を要したことがある場合。
- 尿路感染症（UTI）を繰り返す場合（直近６か月で３回以上38℃以上の発熱を伴う尿路感染症を来す場合。）
- 腎：CKD重症度分類ヒートマップ[16]が赤の部分の場合。
- 性交困難な腟狭窄に対する腟形成が必要な場合。

## 原因
胎生4週で体壁が形成される時期に下腹壁が形成されないことが原因と思われるが、その因子は多く考えられ、ヒトにおける遺伝子異常は明らかにされていない。体外受精、喫煙、向精神薬服薬などの関与が報告されているが、確定的ではない。

## 治療
開裂外反した腔を翻転して閉鎖・瘻造設する。新生児期に、外反回盲部閉鎖、大腸人工肛門造設、外反膀胱閉鎖、恥骨閉鎖を行い、生後3ヶ月から1歳半で、外陰形成、肛門形成、膀胱形成などの手術が施行される。これらを一度に実施することもある。

### 性別
男児の場合、外性器の形成が不十分なために、過去には女児として養育しようとして精巣摘除術や陰茎切断術が施行されていた。しかし、精巣からの男性ホルモンで脳が男性化しているため、精神的な葛藤の原因となる。2017 年のガイドラインでは、性の決定は“染色体に基づいて行われることが提案されている”が、“症例に応じて総意の下に検討する必要がある”と記載されており、男児として育てられた児の2⁄3は、男性としての性決定に満足している。

## 予後
1960年に最初の手術生存例が発生するまでは死亡率が100%であったが、1980年代には生存率が90%にまで到達した。新生児期から成人期にかけて多段階的外科治療が必要となり、生涯に亘り、排尿排便管理（ストーマ）、感染症管理（尿路感染等）、栄養管理（腸が短く栄養・水分吸収が不良）、神経学的管理（歩行障害等のある場合）、精神医学的管理（二次性徴等）が実施される。